# Gesetz über das Institut des Nationalen Gedenkens – Kommission für die Verfolgung von Verbrechen gegen das Polnische Volk
Das Gesetz über das Institut des Nationalen Gedenkens – Kommission für die Verfolgung von Verbrechen gegen das Polnische Volk (polnisch: Ustawa z dnia 18 grudnia 1998 r. o Instytucie Pamięci Narodowej – Komisji Ścigania Zbrodni przeciwko Narodowi Polskiemu) schuf 1998 in Polen ein Institut des Nationalen Gedenkens (IPN), das sicherheitsdienstliche Akten der Volksrepublik Polen verwalten, zugänglich machen und wissenschaftlich aufarbeiten soll. Ferner soll das Institut Dokumente über Vergehen der deutschen und sowjetischen Besatzer während des Zweiten Weltkriegs archivieren und aufarbeiten. In Art. 55 stellt das Gesetz außerdem die Leugnung nationalsozialistischer und kommunistischer Verbrechen unter Strafe.
Mit einer Novelle des Art. 55, die am 6. Februar 2018 von Präsident Andrzej Duda unterzeichnet worden war, konnten auch mit Strafen bis zu drei Jahren geahndet werden, wenn Polen „faktenwidrig die Verantwortung oder Mitverantwortung für Verbrechen“ zugeschrieben werden sollte, „die durch das Dritte Deutsche Reich begangen wurden“. Insbesondere wollte die Regierung damit die absichtliche oder unabsichtliche Verwendung falscher Begriffe wie „polnische Vernichtungslager“ unterbinden. In der Presse wurde meist vom polnischen „Holocaust-Gesetz“ gesprochen.
Am 27. Juni 2018 wurde von der Regierung ein Novellierungsentwurf in den Sejm eingebracht, der die kontroversen Artikel 55a und 55b komplett entfernt. Noch am selben Tag wurde die Vorlage vom Sejm und Senat verabschiedet und vom Staatspräsidenten unterschrieben. Oppositionspolitiker beklagten eine eingeschränkte Debatte.
National wie international kritisiert wurde der weite Spielraum, den das geänderte Gesetz gelassen hat. Er habe die Möglichkeit zur Zensur auch von Informationen und Recherchen zu tatsächlichen Kollaborationen von Polen mit den Nationalsozialisten und zu antisemitischen Gewalttaten durch die polnische Bevölkerung eröffnet.

## Vorgeschichte der Gesetzesnovelle von 2018
Seit 2004 führt das polnische Außenministerium eine Kampagne gegen Formulierungen wie „polnische Lager“. Polnische Botschaften und Konsulate sind angewiesen, von den Redaktionen die Veröffentlichung korrekter Bezeichnungen wie „deutsches NS-Konzentrations- bzw. Vernichtungslager im besetzten Polen“ oder „nationalsozialistisches Konzentrations- bzw. Vernichtungslager auf dem Gebiet des von Deutschland besetzten Polen“ einzufordern. Wiederholt kam es infolge der Nutzung des Begriffes zu Protesten von Seiten Polens. Als die deutsche Bundeszentrale für politische Bildung (bpb) 2010 in dem Buch Jüdisches Leben in Deutschland den Begriff „polnische Konzentrationslager“ verwendete, intervenierte das polnische Außenministerium und es wurde von der bpb zugesagt, die ganze Auflage von 800.000 Exemplaren aus dem Handel zu nehmen. 2012 benutzte der damalige US-Präsident Barack Obama während einer Rede zur Ehrung des Widerstandskämpfers Jan Karski die Wendung „Polish death camp“, wozu der Sprecher des United States National Security Council nach polnischen Protesten erklärte, der Präsident habe sich versprochen, als er auf nationalsozialistische Todeslager in Polen Bezug nahm, und man bedauere das.
Das ZDF hat im Juli 2013 in einer Ankündigung für eine Dokumentation die Vernichtungslager Auschwitz und Majdanek als „polnische Konzentrationslager“ bezeichnet. 2015 verklagte der ehemalige Häftling in Auschwitz-Birkenau Karol Tendera das ZDF. Unterstützt wurde er dabei durch „Patria Nostra“, einen „Zusammenschluss [...] polnischer nationalkonservativer Anwälte, die diese Klagen anstreben, weil sie finden, dass der polnische Staat nicht genug tue, um gegen die geschichtsklitternden Versuche vorzugehen“. In der ersten Instanz hatte das Gericht der Klage stattgegeben, jedoch befunden, dass sich das ZDF beim Kläger mit einem persönlichen Brief bereits ausreichend entschuldigt habe. Nach Berufung dagegen verurteilte das Appellationsgericht in Krakau 2016 das ZDF dazu, einen Monat lang eine Entschuldigung auf seiner Startseite www.zdf.de zu veröffentlichen. Es sah den klageführenden Auschwitz-Überlebenden durch die Wortwahl in seiner persönlichen Würde und seiner nationalen Identität verletzt. Der Kläger und „Patria Nostra“ sahen die Umsetzung des Urteils als nicht ausreichend an, da der Haupttext auf der Startseite nur verlinkt war. Sie erwirkten beim Landgericht Mainz einen Vollstreckungstitel, den das Oberlandesgericht Koblenz für zulässig auch nach deutschem Recht erklärte. Auf die Rechtsbeschwerde des ZDF beim Bundesgerichtshof hat der IX. Zivilsenat die Entscheidungen der Vorinstanzen aufgehoben und den Antrag auf Erteilung der Vollstreckungsklausel abgewiesen, weil der Sender ansonsten in seinem Recht auf freie Meinungsäußerung beschnitten würde.
Zur Herkunft des Begriffes schrieb Amanda Borschel-Dan in The Times of Israel, er sei 1956 in der von Alfred Benzinger geleiteten Dienststelle 114 des westdeutschen Geheimdienstes geprägt worden, um in dieser Weise die Wahrnehmung der deutschen Täterschaft im Zweiten Weltkrieg von Deutschland auf Polen zu verschieben. Der Historiker Krzysztof Ruchniewicz stellt die Glaubwürdigkeit dieser Behauptung infrage. Die Annahme sei von Leszek Pietrzak in einem Nischenmagazin erschienen und auf unterschiedlichen Internetseiten kolportiert worden, lasse sich allerdings durch keine Quelle bestätigen. Die Historikerkommission des Bundesnachrichtendienstes konnte keine Anhaltspunkte für eine Desinformationskampagne Benzingers finden. Ruchniewicz führt des Weiteren an, dass der Ausdruck „Polish deathcamps“ im Jahre 1944 von dem Holocaust-Zeugen und polnischen Nationalhelden Jan Karski als geographische Bezeichnung verwendet wurde.
Der Verband der Historiker und Historikerinnen Deutschlands (VHD) beurteilt Begriffe wie „Polnische Konzentrationslager“ als Unwörter, die „eine vollkommen falsche Vorstellung von der Verantwortung für NS-Verbrechen“ suggerieren. Im Associated Press Style Book, einem Nachschlagewerk für Journalisten, wird dazu geraten, Begriffe wie „Polish death camps“ zu vermeiden, mit denen die Täter und die Orte von Verbrechen durcheinandergebracht werden können, sondern stattdessen etwa „death camps in Nazi-occupied Poland“ zu verwenden.
Um Missverständnisse über den deutschen Charakter von Auschwitz auszuschließen, beantragte die polnische Regierung 2006 beim UNESCO-Welterbekomitee die Umbenennung der KZ-Gedenkstätte Auschwitz-Birkenau. Die polnische Initiative stieß auf Unterstützung des israelischen Instituts Yad Vashem sowie den Gemeinschaften der ehemaligen Häftlinge des Konzentrationslagers Auschwitz-Birkenau. Am 27. Juni 2007 wurde der Name auf „Auschwitz-Birkenau. Deutsches nationalsozialistisches Konzentrations- und Vernichtungslager (1940–1945)“ geändert.
Das Staatliche Museum Auschwitz-Birkenau hat in Zusammenarbeit mit der Werbeagentur FCB in Warschau ein Plug-in für Microsoft Word auf Windows und verschiedene Texteditoren auf Mac OS entwickelt, das wie eine Rechtschreibprüfung die Begriffe „polnisches Konzentrationslager“ und ähnliche Wendungen automatisch durch historisch korrekte Begriffe zu ersetzen erlauben soll. Das „Remember“ benannte Plug-in funktioniert in 16 Sprachen und kann kostenlos von der Internetseite des Museums heruntergeladen werden.
Im Jahr 2016 hielten die Regierungen Polens und Israels in einer gemeinsamen Erklärung fest, gemeinsam gegen Geschichtsfälschungen und den Begriff „polnische Lager“ vorzugehen.

## Gesetzeslage

### Polnische Mitverantwortung für NS-Verbrechen
Bereits 2006 hatte die damalige PiS-Regierung als Reaktion auf die Veröffentlichung eines Buches von Jan T. Gross zum Massaker von Jedwabne ein als „Lex Gross“ bekanntes Gesetz verabschiedet, das jeden, der „die polnische Nation öffentlich der Teilnahme, Organisation oder Verantwortung für kommunistische oder nationalsozialistische Verbrechen bezichtigt“ mit einer bis zu dreijährigen Haftstrafe bedrohte. Dieses Gesetz wurde 2008 vom polnischen Verfassungsgericht aufgehoben.
Nach Amtseinführung der PiS-Regierung Ende 2015 kündigte diese eine erneute gesetzliche Initiative an. Am 26. Januar 2018 verabschiedete der Sejm ein Änderungsgesetz zum Gesetz über das Institut für nationales Gedenken. Unter anderem wurden Artikel 55a und 55b eingefügt:

„Art. 55a. 1. Wer öffentlich und faktenwidrig der polnischen Nation oder dem polnischen Staat die Verantwortung oder Mitverantwortung zuschreibt für die durch das Dritte Reich begangenen nationalsozialistischen Verbrechen nach Art. 6 der Charta des Internationalen Militärtribunals, Annex zum Internationalen Gesetz über die Verfolgung und Bestrafung der Hauptkriegsverbrecher der Europäischen Achse, das am 8. August 1945 in London unterzeichnet wurde (Gesetzblatt von 1947 Artikel 367), oder für andere Verbrechen gegen den Frieden, Verbrechen gegen die Menschlichkeit oder Kriegsverbrechen, oder wer auf andere Weise die Verantwortung der wirklichen Täter dieser Verbrechen massiv herabmindert, unterliegt einem Bußgeld oder einer Freiheitsstrafe von bis zu drei Jahren.
2. Wenn der Täter im Sinn von Absatz 1 unabsichtlich handelt, unterliegt er einer Geld- oder Freiheitsstrafe.
3. Keine Straftat nach Absatz 1 und 2 wird begangen, wenn die Tat Teil einer künstlerischen oder wissenschaftlichen Tätigkeit war.
Art. 55b. Ungeachtet der geltenden Vorschriften am Ort des Begehens der verbotenen Handlung gilt dieses Gesetz für einen polnischen Staatsbürger sowie einen Ausländer im Fall einer Straftat nach Art. 55 und 55a.“

Darunter waren auch Begriffe wie „polnische Konzentrationslager“ verboten, da diese den „Ruf“ Polens „beschmutzen“. Bestraft würden nur unzulässige Verallgemeinerungen, die Zuschreibung von Verbrechen einzelner an das gesamte polnische Volk oder den Staat, der in der deutschen Besatzungszeit nur als Exilregierung existiert hatte.
Am 31. Januar 2018 stimmte auch der polnische Senat dem Gesetzentwurf zu. Vor einer endgültigen Unterzeichnung und Inkraftsetzung hatte allerdings Staatspräsident Andrzej Duda eine „gründliche Analyse“ des Gesetzestextes angekündigt. Am 6. Februar 2018 entschied er sich für die Unterzeichnung des Gesetzes. Zusätzlich sollte eine nachträgliche Normenkontrolle durch das Verfassungsgericht erfolgen, das sich nach der Aufhebung von Artikel 55a und 55b durch den Gesetzgeber nur noch mit der zu bestrafenden Verharmlosung ukrainischer Nationalisten beschäftigt hat.

### Verbrechen ukrainischer Nationalisten
Art. 1 des Änderungsgesetzes bestraft die Verharmlosung von Verbrechen, die von ukrainischen Nationalisten in den Jahren 1925–1950 begangen wurden, sowie von mit dem Dritten Deutschen Reich zusammenarbeitenden Verbänden. Explizit genannt werden die „Beteiligung an der Vernichtung der jüdischen Bevölkerung und der Völkermord an Bürgern der Zweiten Polnischen Republik in den Gebieten Wołyń und Małopolska Wschodnia“ (Ostgalizien). Analog wird die Leugnung kommunistischer Verbrechen bis 1990 geahndet.
Das Parlament in Kiew verurteilte das Gesetz, da es zur Verfälschung von Debatten über die Geschichte beitragen und anti-ukrainische Stimmungen schüren könne. Der Direktor des Ukrainischen Instituts für nationales Gedenken, Wladimir Wjatrowitsch, befürchtet, das Gesetz könne gegen in Polen arbeitende Ukrainer gerichtet werden, indem ihnen vorgeworfen werde, die „Bandera-Ideologie“ zu unterstützen. (Stepan Bandera, einer der Anführer der ukrainischen Nationalisten im Zweiten Weltkrieg, ist in der Ukraine zu einem Symbol des Widerstands gegen Russland geworden.)
Der Verfassungsgerichtshof urteilte im Januar 2019, dass die Bezeichnungen „ukrainische Nationalisten“ und „Małopolska Wschodnia“ gegen das Bestimmtheitsgebot verstoßen, mithin verfassungswidrig sind.

## Anwendung des Gesetzes
Die Gesetzesänderung trat am 1. März 2018 in Kraft. Einen Tag später reichte die Polnische Liga gegen die Diffamierung Klage gegen die argentinische Tageszeitung Página/12 ein. Diese hatte im Dezember 2017 einen Artikel über das Massaker von Jedwabne 1941 veröffentlicht, „bei dem Nazis und Einheimische mindestens 340 Juden töteten“. Als manipulativ beurteilt die Liga ein beigefügtes Foto von antikommunistischen Widerstandskämpfern der Nachkriegszeit. Einigen von ihnen „wird vorgeworfen, sich an der Tötung von Juden, Weißrussen und anderen Minoritäten beteiligt zu haben”.

## Internationale Reaktionen

### Kommentare aus Israel und von jüdischen Vertretern
Kritik an dem Gesetz kam aus Israel, wo verschiedene Politiker und Kommentatoren diese neue Rechtslage als eine Form von Verleugnung der eigenen Geschichte seitens des polnischen Gesetzgebers sehen. Premierminister Benjamin Netanjahu artikulierte, dass „keiner die Geschichte ändern kann und der Holocaust nicht geleugnet werden kann.“ Yair Lapid, Abgeordneter der Jesch Atid in der Knesset, verurteilte das Gesetz „aufs schärfste, weil es die polnische Komplizenschaft im Holocaust zu leugnen versucht“ und ergänzte, dieser „wurde in Deutschland konzipiert, aber Hunderttausende von Juden wurden ermordet, ohne jemals einen deutschen Soldaten getroffen zu haben. Es gab polnische Todeslager, und kein Gesetz kann das jemals ändern“. In der The Times of Israel kritisierte der israelische Historiker Efraim Zuroff die Äußerungen Lapids. Zwar sei das Gesetz zu kritisieren und die neue polnische Regierung verfolge Bestrebungen, jede polnische Mittäterschaft zu verwerfen, jedoch könne man die Argumente des ehemaligen israelischen Finanzministers nicht verteidigen. Der Begriff „polnische Todeslager“ sei irreführend. Es sei zu keiner Kollaboration des polnischen Staates beim Völkermord an den Juden gekommen. Dahingehend sei Polen eine Ausnahme im Vergleich zu vielen anderen besetzten Ländern in Europa gewesen. Auch die Behauptung, Polen habe den Holocaust mit zu verantworten, erachtete Zuroff als falsch, weil es kein Polen unter deutscher Besetzung gegeben habe. Die Souveränität Polens sei aufgelöst und das Staatsterritorium durch die Nationalsozialisten vereinnahmt worden. Ebenfalls absurd sei die Behauptung vom Mord an hunderttausenden Juden, die niemals einen deutschen Soldaten getroffen hätten. Der Oberrabbiner von Polen Michael Schudrich geht von höchstens 2500 jüdischen Opfern während des Holocausts und direkt danach aus, die unmittelbar durch Polen ermordet worden seien. Zuroff spricht dagegen von vielen tausend Menschen. Nur in Polen und in den Niederlanden habe es unter all den besetzten europäischen Ländern Widerstandsbewegungen mit dem Ziel der Judenrettung gegeben, auch wenn die Hilfe an Juden auch oftmals abgelehnt worden sei und es Morde an Juden durch einige Untergrundorganisationen gegeben habe. Die Bezichtigungen seien beleidigend, weil auf polnischem Gebiet neben drei Millionen polnischer Juden auch drei Millionen polnische Nichtjuden von den Nationalsozialisten umgebracht wurden.
Der israelische Bildungsminister Naftali Bennett artikulierte seinen Unmut: „Es ist eine historische Tatsache, dass viele Polen bei der Ermordung von Juden halfen, sie auslieferten, sie misshandelten und sogar Juden während und nach dem Holocaust töteten,“ betonte aber auch die deutsche Hauptverantwortung an der Schoah, da es die Nazis waren, die den Holocaust initiierten, planten und die Vernichtungslager auf polnischem Boden bauten. Yad Vashem verurteilte das Gesetz, weil es geeignet sei, die historische Wahrheit zu verschleiern, dass die deutschen Besatzer auch Unterstützung aus der polnischen Bevölkerung erhielten. Zugleich wurde festgehalten, es gebe keinen Zweifel daran, dass der Begriff „polnische Todeslager“ historisch falsch und irreführend ist, da die Vernichtungslager im besetzten Polen von Deutschen im Rahmen der „Endlösung der Judenfrage“ errichtet wurden. Journalisten kritisierten in der Haaretz und Jewish Telegraphic Agency, dass über das Verbot des Ausdrucks „polnische Vernichtungslager“ hinaus auch die Judenverfolgung durch Polen nicht erwähnt werden dürfe, wofür das Massaker von Jedwabne (1941) und der Pogrom von Kielce (1946) als Beispiele genannt wurden.

### Eklat nach der Pariser Holocaust-Tagung 2019 und Historikerstreit in Polen
Eine am 21. und 22. Februar 2019 an der École des hautes études en sciences sociales (EHESS) stattfindende Tagung zum Holocaust, an der auch die polnischen Historiker Jan Tomasz Gross, Jan Grabowski und Barbara Engelking teilnahmen, wurde nach Berichten von Anwesenden massiv durch Zwischenrufe polnischer Nationalisten gestört. Schon im Vorfeld der Tagung war auf die Teilnehmer in sozialen Netzen Druck ausgeübt worden. Der im kanadischen Exil lebende Grabowski, der in seinem Buch über den Holocaust Judenjagd. Verrat und Mord im deutsch besetzten Polen die These aufgestellt hatte, dass etwa 200.000 Juden von Polen entweder ermordet oder an die deutschen Besatzer denunziert und ausgeliefert und so in den sicheren Tod geschickt worden seien, wurde nach Zeugenaussagen beim Verlassen des Tagungsgebäudes in übler Weise antisemitisch beschimpft. Im polnischen Staatsfernsehen wurde die Tagung als „Festival antipolnischer Lügen“ klassifiziert. Die Vorfälle wurden von der EHESS-Leitung umgehend aufs Schärfste verurteilt, die den polnischen Botschafter zu einer Stellungnahme aufforderte, die jedoch ausblieb. Die französische Bildungsministerin Frédérique Vidal beklagte daraufhin gegenüber ihrem polnischen Amtskollegen Jarosław Gowin die Vorfälle. Gorwin bedauerte diese, fragte jedoch nach Videobeweisen für die inkriminierten antisemitischen Äußerungen. Eindeutige Beweise konnten nicht vorgelegt werden, da die Tagung nicht auf Video aufgezeichnet worden war. In Polen entspann sich danach eine Pressekampagne gegen das Warschauer Zentrum für Holocaust-Forschung, namentlich gegen Grabowski und Engelking, und deren Buch Es ist immer noch Nacht. Schicksale von Juden in ausgewählten Verwaltungskreisen im besetzten Polen (2018), in dem sie das Schicksal von Juden in ausgewählten ländlichen Kommunen des Generalgouvernements beschrieben. Das Buch warf ein neues Licht auf die Vorkommnisse und suggerierte, dass Massenerschießungen verbreiteter waren als bisher bekannt und ließ das Verhältnis der Besatzer zu den Polen und deren Umgang mit ihren jüdischen Mitbürgern in neuem Licht erscheinen. Insbesondere Angehörige der von der NS-Besatzung installierten, aber über gewisse Spielräume verfügenden polnischen sogenannten „Blauen Polizei“, aber auch Mitglieder des polnischen Untergrunds sowie die polnische freiwillige Feuerwehr hätten bei der Aufspürung und Ermordung von Juden mitgeholfen. In den untersuchten Regionen hatten nur 2498 von 138.149 (1,8 Prozent) Juden überlebt, zum Teil aufgrund von polnischen Helfern, von denen in den betreffenden Gebieten rund hundert ihre Hilfe mit dem Leben bezahlten. Dabei waren allerdings nicht nur humanitäre, sondern auch materielle Motive im Spiel, weil sie von den Juden dafür bezahlt wurden. Die Gefahr, entdeckt zu werden, so die Historiker, drohte weit stärker von polnischer als von deutscher Seite. Die nationalistische mediale Kampagne gegen das Buch führte ungewollt dazu, dass es in Polen zu einem Verkaufsschlager wurde.

### Äußerungen aus Deutschland und Protest deutscher Kulturmittler
„Es gibt nicht den geringsten Zweifel daran, wer für die Vernichtungslager verantwortlich ist, sie betrieben und dort Millionen europäischer Juden ermordet hat: nämlich Deutsche“, sagte Sigmar Gabriel nach Angaben des Auswärtigen Amtes im Februar 2018. „Von unserem Land wurde dieser organisierte Massenmord begangen und von niemand anderem. Einzelne Kollaborateure ändern daran nichts.“ „Wir sind überzeugt, dass nur die sorgfältige Aufarbeitung der eigenen Geschichte Aussöhnung bringen kann. Dazu gehört, dass Menschen, die das unerträgliche Leid der Schoah erfahren mussten, über dieses Leid uneingeschränkt sprechen können“, teilte er mit.
Deutschsprachige Übersetzer aus dem Polnischen, überwiegend aus dem Berufsverband VdÜ, und weitere Vermittler polnischer Literatur protestierten ebenfalls gegen die aktuelle Kulturpolitik, die sich in diesem Gesetz zeigt. Das Gesetz würde die Demokratie aushöhlen und die polnische Zivilgesellschaft entmündigen und einschüchtern. Zum Beispiel sind aus dem neuen offiziellen „Literaturkanon“ für polnische Schulen Werke von Joseph Conrad, Bruno Schulz, Witold Gombrowicz oder Ryszard Kapuściński entfernt worden. Der Aufruf des Senatspräsidenten an Polen im Ausland, alle angeblich „antipolnischen Äußerungen“ zu melden, erhebt die Denunziation zur patriotischen Pflicht, stellen die Unterzeichner ablehnend fest. 

„Als Übersetzer und Publizisten, die wir uns seit Jahren für die Präsenz der vielstimmigen polnischen Literatur und Kultur in unseren Ländern engagieren, sind wir es auch unseren Freunden in Polen schuldig, dagegen zu protestieren.“

Unterzeichnet haben die Resolution neben vielen anderen die slawistischen Übersetzer Martin Pollack, Olaf Kühl, Gabriele Leupold, Andreas Volk, Peter Oliver Loew, Marta Kijowska, Renate Schmidgall und Lothar Quinkenstein. Aus den Reihen der Verleger und Lektoren unterschrieben u. a. Michael Krüger, Jo Lendle, Katharina Raabe und Sabine Baumann den Protest.
Die Antisemitismus-Forscherin Stefanie Schüler-Springorum stellte das neue Gesetz in den Kontext der nationalistischen Kulturpolitik der PiS-Regierung: „Es geht darum, ein positives Bild eines geeinten katholischen Polens zu produzieren.“ Zwar sei die Forderung verständlich, dass die entsetzlichen Leiden der polnischen Bevölkerung unter der deutschen Besatzung vollständig anerkannt würden, ihre Opferrolle nicht in eine Täterrolle umgedeutet werde. Auf dieser Grundlage aber das Verhalten von Polen im Zweiten Weltkrieg zu kritisieren, sei schon durch den Umbau des Weltkriegsmuseums in Danzig unterdrückt worden. Trotz der Ausnahmeregelung für Wissenschaft und Kunst sieht sie in der Gesetzesnovelle einen „Angriff auf die freie Wissenschaft“. Man solle dagegen „gesellschaftliche und politische Konflikte nicht über das Strafgesetzbuch regeln“.

### Äußerungen aus den Vereinigten Staaten
Auch das amerikanische Außenministerium warnte vor einer Beschränkung von Meinungsfreiheit und Wissenschaft. Die polnische Regierung betonte dagegen, dies sei nicht die Absicht. Bogdan Klich von der oppositionellen Bürgerplattform kritisierte jedoch den sehr weiten Spielraum des Gesetzes. Diskussionen über Geschichte dürften nicht „unter den Augen des Staatsanwaltes“ stattfinden.

## Inkrafttreten des Gesetzes und danach
Präsident Duda erklärte bei der Unterzeichnung, er nehme Befürchtungen ernst, das Gesetz könne missbraucht werden, um Verantwortung von Polen bei Verbrechen an Juden zu leugnen. Um auszuschließen, dass das Gesetz die freie Meinungsäußerung gefährdet, werde er das Gesetz dem Verfassungsgericht vorlegen.
Jan Pallokat, ARD-Korrespondent in Warschau, hielt jedoch die Autorität des Verfassungsgerichts für untergraben: „Unter Dudas Mithilfe wurde es in seiner alten Form zerschlagen und personell neu besetzt.“ Unangenehme geschichtliche Themen haben unterdrückt werden können. „Die Entscheidung darüber, was der Wahrheit entspricht, obliegt nun aber den polnischen Gerichten, deren Unabhängigkeit viele durch die Justizreform im Land bedroht sehen.“
Am Rande der Münchner Sicherheitskonferenz wurde Ministerpräsident Mateusz Morawiecki, ein studierter Historiker, im Februar 2018 von dem israelischen Journalisten Ronen Bergman mit Bezug auf das Holocaust-Gesetz gefragt, ob er sich nun strafbar mache, wenn er über die Geschichte seiner Mutter spreche – deren Familie war während der NS-Besatzung von Polen an die deutschen Besatzer verraten worden. Morawiecki verneinte: Es habe durchaus auch polnische Täter gegeben, „so wie es jüdische Täter, russische, ukrainische und nicht nur deutsche Täter gab.“ Die Behauptung, es habe „jüdische Täter“ beim Holocaust gegeben, löste verbreitet Empörung aus. Der israelische Ministerpräsident Netanjahu nannte den Satz „abscheulich“, er zeige Morawieckis „Unfähigkeit, Geschichte zu verstehen“. Ronald Lauder, der Präsident des Jüdischen Weltkongresses rückte den Satz in die Nähe einer Geschichtsfälschung und verlangte, Morawiecki solle sich bei allen Juden entschuldigen.

## Gemeinsame Erklärung
Nachdem die umstrittenen Artikel aus dem Gesetz entfernt worden waren, unterzeichneten die Ministerpräsidenten Polens und Israels am 27. Juni 2018 eine gemeinsame Erklärung.
In der deutschen Übersetzung lautet die Erklärung wie folgt:

„Im Verlauf der letzten dreißig Jahre basierte die Beziehung zwischen unseren Ländern und Völkern auf einem Fundament von Vertrauen und Verständnis. Israel und Polen sind ergebene, langjährige Freunde und Partner. Sie arbeiten eng miteinander zusammen – sowohl auf der internationalen Bühne, als auch im Hinblick auf das Gedenken an und die Aufklärung über den Holocaust.
Diese Zusammenarbeit ist durchdrungen von einem Geist des gegenseitigen Respekts, gegenseitigen Respekts für Identität und historische Sensibilität – auch im Hinblick auf die tragischsten Momente unserer Geschichte.
In Folge meines Gesprächs mit Ministerpräsident Morawiecki begrüßt Israel die Entscheidung der polnischen Regierung, ein offizielles polnisches Gremium für den Dialog mit den israelischen Partnern hinsichtlich historischer Fragen zum Holocaust zu schaffen.
Es ist unstrittig, dass der Holocaust ein beispielloses Verbrechen darstellt, welches vom nationalsozialistischen Deutschland gegen das jüdische Volk einschließlich aller Polen jüdischer Herkunft begangen wurde.
Polen hat stets vollstes Verständnis für die Bedeutung des Holocaust als tragischsten Teil der jüdischen Geschichte zum Ausdruck gebracht.
Wir sind der Überzeugung, dass die freie Erforschung, die Förderung des Verständnisses und die Aufrechterhaltung des Gedenkens an die Geschichte des Holocausts eine gemeinsame Verantwortung darstellt.
Wir waren jederzeit darüber einig, dass der Begriff „polnische Konzentrationslager/Todeslager“ offensichtlich falsch ist und die Verantwortung Deutschlands für die Errichtung dieser Lager verharmlost.
Die polnische Exilregierung hat beabsichtigt, das Handeln der Nationalsozialisten aufzuhalten, indem sie bei den Westalliierten ein Bewusstsein für den systematischen Mord an den polnischen Juden zu schaffen versuchte.
Wir räumen jeden einzelnen Fall von Misshandlungen von Juden durch Polen während des zweiten Weltkrieges ein und verurteilen diese.
Wir fühlen uns geehrt, an das heldenhafte Handeln vieler Polen zu erinnern, insbesondere der Gerechten unter den Völkern, die ihre eigenen Leben riskierten, um Juden zu retten.
Wir lehnen Bestrebungen ab, die darauf zielen, dem polnischen Staat oder dem polnische Volk als Ganzes die Schuld für die von den Nationalsozialisten und deren Kollaborateuren verschiedener Nationen verübten Gräuel zuzuweisen.
Die traurige Tatsache ist bedauerlicherweise, dass manche Menschen – unabhängig von deren Herkunft, Religion oder Weltanschauung – zu diesem Zeitpunkt ihre dunkelste Seite offenbarten.
Wir erkennen die Tatsache an, dass die Strukturen des polnischen Untergrundstaates unter Führung der polnischen Exilregierung die Grundlage für systematische Hilfe und Unterstützung von Juden bereiteten und dass seine Gerichte Polen für die Kollaboration mit der deutschen Besatzungsmacht, einschließlich der Denuziation von Juden, verurteilten.
Wir befürworten freie und offene historische Äußerungen sowie die Erforschung aller Aspekte des Holocausts, sodass diese ohne die Angst vor rechtlicher Behinderung möglich sind. Dies umfasst Schüler, Lehrer, Forscher, Journalisten und selbstverständlich die Überlebenden und ihre Familien, bleibt jedoch nicht auf diese Personengruppen beschränkt. Sie werden für die Ausübung ihres Rechts auf freie Rede und akademische Freiheit im Hinblick auf den Holocaust nicht rechtlich verfolgt.
Kein Gesetz kann oder wird dies veränden.
Beide Regierungen verurteilen ausdrücklich jegliche Form von Antisemitismus und bringen ihre Entschlossenheit zum Ausdruck, sich jeder seiner Erscheinungsformen entgegenzusetzen.
Beide Regierungen bekennen sich zudem zur Ablehnung von Antipolonismus und anderen negativen nationalen Stereotypen.
Die Regierungen von Polen und Israel rufen dazu auf, zu einem höflichen und respektvollen Dialog im öffentlichen Diskurs zurückzukehren.“